# Сандей Бада
Сандей Бада (англ. Sunday Bada; нар. 22 червня 1969, Кадуна, Нігерія — 12 грудня 2011, Лагос, Нігерія) — нігерійський легкоатлет, що спеціалізується на спринті, дворазовий олімпійський чемпіон 2000 року.

## Кар'єра
| Рік                 | Змагання                     | Місто               | Місце               | Дисципліна            | Примітки            |
| Представник Нігерія | Представник Нігерія          | Представник Нігерія | Представник Нігерія | Представник Нігерія   | Представник Нігерія |
| ------------------- | ---------------------------- | ------------------- | ------------------- | --------------------- | ------------------- |
| 1992                | Олімпійські ігри             | Барселона, Іспанія  | 5 (півфінали)       | біг на 400 метрів     | 45.36               |
| 1992                | Олімпійські ігри             | Барселона, Іспанія  | 5                   | естафета 4×400 метрів | 3:01.71             |
| 1993                | Чемпіонат світу в приміщенні | Торонто, Канада     | 2                   | біг на 200 метрів     | 45.75               |
| 1993                | Чемпіонат світу              | Штутгарт, Німеччина | 5                   | біг на 400 метрів     | 45.11               |
| 1993                | Чемпіонат світу              | Штутгарт, Німеччина | 5 (забіги)          | естафета 4×100 метрів | 3:02.64             |
| 1995                | Чемпіонат світу в приміщенні | Барселона, Іспанія  | 2                   | біг на 400 метрів     | 46.38               |
| 1995                | Чемпіонат світу              | Гетеборг, Швеція    | 8                   | біг на 400 метрів     | 45.50               |
| 1995                | Чемпіонат світу              | Гетеборг, Швеція    | 3                   | естафета 4×400 метрів | 3:03.18             |
| 1996                | Олімпійські ігри             | Атланта, США        | 5 (півфінали)       | біг на 400 метрів     | 45.30               |
| 1996                | Олімпійські ігри             | Атланта, США        | —                   | естафета 4×400 метрів | DSQ                 |
| 1997                | Чемпіонат світу в приміщенні | Париж, Франція      | 1                   | біг на 400 метрів     | 45.51               |
| 1997                | Чемпіонат світу              | Афіни, Греція       | 6 (півфінали)       | біг на 400 метрів     | 45.96               |
| 1999                | Чемпіонат світу в приміщенні | Маебасі, Японія     | 4 (півфінали)       | біг на 400 метрів     | 47.07               |
| 1999                | Чемпіонат світу              | Севілья, Іспанія    | 5 (чвертьфінали)    | біг на 400 метрів     | 45.69               |
| 1999                | Чемпіонат світу              | Севілья, Іспанія    | —                   | естафета 4×400 метрів | DSQ                 |
| 2000                | Олімпійські ігри             | Сідней, Австралія   | 7 (чвртьфінали)     | біг на 400 метрів     | 45.83               |
| 2000                | Олімпійські ігри             | Сідней, Австралія   | 1                   | естафета 4×400 метрів | 2:58.68             |
| 2001                | Чемпіонат світу в приміщенні | Лісабон, Португалія | 5 (півфінали)       | біг на 400 метрів     | 48.14               |
| 2001                | Чемпіонат світу в приміщенні | Лісабон, Португалія | 5                   | естафета 4×400 метрів | 3:16.53             |
| 2001                | Чемпіонат світу              | Едмонтон, Канада    | 5 (забіги)          | біг на 400 метрів     | 46.12               |